# Smash Court Tennis Pro Tournament
Smash Court Tennis Pro Tournament, conosciuto in Giappone come Smash Court Pro Tournament (スマッシュコート プロトーナメント?, Sumasshu Kōto Puro Tōnamento), è un videogioco di tennis creato dalla Namco e pubblicato nel 2002 per PlayStation 2.

## Sequel
Nel 2004 venne pubblicato il seguito Smash Court Tennis Pro Tournament 2.